# Discografia de Fanatic Crisis
A discografia de Fanatic Crisis consiste em 9 álbuns de estúdio, 2 EPs, 31 singles (mais 8 de distribuição limitada), 3 álbuns de compilação, 23 vídeos e álbuns de vídeo e 2 demos.
Fanatic Crisis foi uma banda japonesa de visual kei e rock ativa entre 1992 e 2005, recebendo o título de um dos "quatro reis celestiais do visual kei" dos anos 1990 (ao lado de Malice Mizer, Shazna e La'cryma Christi). Enquanto cresciam ao lado do subgênero Nagoya kei, lançaram seu primeiro EP Taiyō no Toriko (太陽の虜). Com o primeiro álbum de estúdio Mask (1996), a banda iniciou sua transição do rock gótico de Nagoya para o pop rock. Depois do EP Marble, conseguiram contrato com uma gravadora major estreando nela com o single "Super Soul" e o álbum One -one for all-, tornando-se o álbum de maior posição na parada da Oricon, em quinto lugar. No entanto, o trabalho seguinte The.Lost.Innocent é mais vendido da banda. O álbum seguinte EAS acompanhou a turnê Eas Syndrome, gravada e lançada em DVD, e foi procedido por Pop. Após mais três álbuns (entre eles o especial de fim de ano Beautiful World), Marvelous+ foi lançado em 2004 e acabou por ser o último da história do grupo.
Em 2019, três dos membros sendo eles Tsutomu Ishizuki, Kazuya e Shun reuniram-se como Fantastic Circus e lançaram um álbum de regravações de suas canções mais bem sucedidas: Tenseism (2023).

## Álbuns de estúdio
| Mask | 7 de janeiro de 1996    | —  | —  | —       |
| For Life |                         |    |    |         |
| One -one for all- | 4 de março de 1998      | 5  | 9  | 119,360 |
| The Lost Innocent | 24 de fevereiro de 1999 | 6  | 7  | 162,110 |
| Stoic Stone |                         |    |    |         |
| EAS | 13 de setembro de 2000  | 11 | 15 | 23,180  |
| Pop | 27 de junho de 2001     | 19 | —  | 19,200  |
| Beautiful World | 6 de dezembro de 2001   | 30 | —  | 14,690  |
| 5 | 10 de julho de 2002     | 24 | —  | 16,090  |
| Neverland | 2 de julho de 2003      | 32 | —  | 10,133  |
| Marvelous+ | 28 de julho de 2004     | 18 | —  | 13,451  |
| "—" indica que a gravação não figurou nesta parada, ou a posição não foi encontrada, ou as vendas não foram contabilizadas. |                         |    |    |         |

## EPs
| Taiyō no Toriko (太陽の虜)                                                               | Dezembro de 1994       | —  | —      |
| Marble                                                                                   | 25 de novembro de 1996 | 47 | 16,830 |
| Marble (relançamento)                                                                    | 19 de maio de 1999     | 85 | 2,490  |
| "—" indica que a gravação não figurou nesta parada e as vendas não foram contabilizadas. |                        |    |        |

## Compilações
| Título                                          | Lançamento          | Posição na Oricon | Vendas |
| ----------------------------------------------- | ------------------- | ----------------- | ------ |
| THE BEST of FANATIC◇CRISIS Single Collection 01 | 30 de março de 2005 | 50                | 6,602  |
| THE BEST of FANATIC◇CRISIS Single Collection 02 | 30 de março de 2005 | —                 | 5,997  |
| THE BEST of FANATIC◇CRISIS B-Side Collection    | 9 de agosto de 2006 | —                 | 983    |

## Singles
| "Truth" | 7 de janeiro de 1996    | —  | —  | —       |
| "Memories in White" | 7 de janeiro de 1996    | —  | —  | —       |
| "Tsuki no Hana" (月の花) | 5 de julho de 1996      | 44 | —  | 13,710  |
| "Rain" | 5 de julho de 1996      | 47 | —  | 13,680  |
| "Super Soul" | 6 de agosto de 1997     | 23 | —  | 39,780  |
| "Sleeper" | 29 de outubro de 1997   | 23 | —  | 52,330  |
| "One -you are the one-" | 28 de janeiro de 1998   | 14 | 19 | 94,800  |
| "Rainy merry-go-round" | 13 de maio de 1998      | 15 | 19 | 73,050  |
| "Hinotori" (火の鳥) | 1 de julho de 1998      | 10 | 8  | 136,880 |
| "Maybe true" | 23 de setembro de 1998  | 5  | 4  | 112,190 |
| "beauties -beauty eyes-/Jealousy" (ジェラシー)                                                                              | 1 de janeiro de 1999    | 12 | 13 | 81,250  |
| "7 [SEVEN]" | 14 de abril de 1999     | 6  | —  | 69,290  |
| "Side Eve" | 17 de novembro de 1999  | —  | —  | —       |
| "Side Adam" | 16 de dezembro de 1999  | —  | —  | —       |
| "Kokoro ni Hana o Kokoro ni Toge o" (心に花を 心に棘を)                                                                     | 17 de maio de 2000      | 20 | —  | 22,210  |
| "Behind" | 9 de agosto de 2000     | 20 | —  | 27,610  |
| "Defect Lover Complex" | 9 de agosto de 2000     | 26 | —  | 18,420  |
| "Life" | 25 de outubro de 2000   | 30 | —  | 14,440  |
| "hal [ハル]" | 16 de fevereiro de 2001 | 28 | —  | 25,760  |
| "Jet hyp!" | 11 de abril de 2001     | 22 | —  | 13,140  |
| "Yuragi" (ゆらぎ) | 30 de maio de 2001      | 27 | —  | 13,080  |
| "Down Code" (ダウンコード)                                                                                                  | 3 de outubro de 2001    | 10 | —  | 24,440  |
| "Sputnik -Tabibitotachi-" (スプートニク -旅人たち-)                                                                         | 6 de fevereiro de 2002  | 25 | —  | 15,600  |
| "Love Monster" | 11 de abril de 2002     | 15 | 21 | 12,570  |
| "Dracula" (ドラキラ) | 12 de junho de 2002     | 10 | 18 | 21,940  |
| "Blue Rose" | 7 de novembro de 2002   | 28 | —  | 10,840  |
| "Yumejanai sekai." (夢じゃない世界。)                                                                                       | 16 de janeiro de 2003   | 15 | 20 | 11,024  |
| "moonlight" | 16 de abril de 2003     | 20 | 23 | 8,482   |
| "Tsuki no Mahō" (月の魔法)                                                                                                  | 6 de novembro de 2003   | 37 | —  | 5,668   |
| "Karasu" (鴉＜KARASU＞) | 9 de janeiro de 2004    | 22 | —  | 12,934  |
| "everlove" | 12 de maio de 2004      | 10 | —  | 26,903  |
| "—" indica que a gravação não figurou nesta parada, ou a posição não foi encontrada, ou as vendas não foram contabilizadas. |                         |    |    |         |

### Singles limitados
| Título                                                                     | Lançamento             | Formato   | Notas                                                                                       |
| -------------------------------------------------------------------------- | ---------------------- | --------- | ------------------------------------------------------------------------------------------- |
| Disappear n'                                                               | 2 de agosto de 1995    | VHS       | Distribuído em um show no Meguro Rokumeikan. Também considerado como uma demo.              |
| P・E・R・S・O・N・A                                                        | 14 de agosto de 1995   | VHS       | Distribuído em um show no Namba Rockets.                                                    |
| Kuroi Taiyo (黒い太陽, remake version)                                     | 18 de agosto de 1995   | VHS       | Distribuído em um show no Nagoya Club Quattro.                                              |
| Sleepless Merry-Go-Round (1995 original new version)                       | 10 de setembro de 1998 | CD de 8cm | Distribuído em um show no Shibuya Club Quattro.                                             |
| Eien no Kodomodachi -the Eternal child- (永遠の子供達 -the Eternal child-) | 10 de janeiro de 1997  | CD        | Distribuído em um show no Shibuya Public Hall.                                              |
| Harinezumi。 VS DOBU◇NEZUMI                                                | 11 de março de 2003    | CD        | Distribuído nos shows limitados ao fã clube Truth Gentei Event entre abril e março de 2001. |
| you.                                                                       | Dezembro de 2002       | CD        | Distribuição limitada ao fã-clube.                                                          |
| holy song                                                                  | 24 de dezembro de 2004 | CD        | Distribuição limitada ao fã-clube.                                                          |

## Vídeos
| Título                                                                         | Lançamento              | Formato |
| ------------------------------------------------------------------------------ | ----------------------- | ------- |
| Truth                                                                          | 21 de agosto de 1995    | VHS     |
| Making of Truth Tour Final                                                     | Setembro de 1995        | VHS     |
| Tsuki no Hana/Rain                                                             | 5 de julho de 1996      | VHS     |
| GROOVERS FILE MIX                                                              | 21 de abril de 1997     | VHS     |
| des[clip]tion-1                                                                | 18 de julho de 1998     | VHS     |
| des[clip]tion-2                                                                | 28 de julho de 1998     | VHS     |
| des[clip]tion-3                                                                | 27 de setembro de 2000  | DVD     |
| LIFE                                                                           | 1 de janeiro de 2001    | VHS     |
| EAS SYNDROME FILES                                                             | 28 de março de 2001     | DVD     |
| des[clip]tion-4                                                                | 28 de julho de 2001     | DVD     |
| Down Code                                                                      | 7 de novembro de 2011   | VHS     |
| Sputnik -Tabibitotachi-                                                        | 6 de março de 2002      | VHS     |
| Love Monster                                                                   | 9 de maio de 2002       | VHS     |
| des[clip]tion-5                                                                | 28 de agosto de 2002    | DVD     |
| Blue Rose                                                                      | 4 de dezembro de 2002   | VHS     |
| Yumejanai sekai.                                                               | 19 de fevereiro de 2003 | VHS     |
| documents 22                                                                   | 19 de março de 2003     | DVD     |
| moonlight                                                                      | 14 de maio de 2003      | VHS     |
| des[clip]tion-6                                                                | 3 de dezembro de 2003   | DVD     |
| Karasu                                                                         | 11 de fevereiro de 2004 | DVD     |
| FANATIC◇CRISIS tour 2004 [dear marvelous encore] at Tokyo Hibiya Yagaiongakudo | 16 de fevereiro de 2005 | DVD     |
| THE BEST of FANATIC◇CRISIS des[clip]tion                                       | 11 de maio de 2005      | DVD     |
| Last Live                                                                      | 16 de novembro de 2005  | DVD     |

## Demos
- Karma (カルマ, setembro de 1994)
- Disappear n' (2 de agosto de 1995), distribuída em um show no Meguro Rokumeikan.[28]

## Participações
- Cry-Max Pleasure Super ~Loud,Trance and Violence for Extacy~ (24 de maio de 1995)
- 1995 Last live at Nagoya Diamond Hall (18 de abril de 1995)
- EMERGENCY EXPRESS 1996 ~Do You Feel The Next Vibe!~ (25 de abril de 1996)
- THE END OF THE CENTURY ROCKERS II (21 de junho de 1996)
- SHOCK WAVE '96 (1 de outubro de 1996)[29]

## Como Fantastic Circus
Álbuns de regravações
- TENSEISM BEST SINGLES [1997-2000] (29 de março de 2023)[30]
- TENSEISM BEST SINGLES [2001-2004] (28 de fevereiro de 2024)[31]

Singles
- "One -You are the one-" (2023, digital)[30]